# Moving Forward
Moving Forward (あるいとう, Aruitō) est un shōjo manga de Nagamu Nanaji, prépublié dans le magazine Margaret entre avril 2011 et octobre 2015 et publié par l'éditeur Shūeisha en un total de onze volumes reliés. La version française est éditée par Akata en onze tomes.

## Synopsis
La série suit le quotidien de Kuko, lycéenne vivant dans le quartier de Kitano-chō (en) à Kobe, luttant contre la tristesse liée à la mort de sa mère lors du séisme de 1995,.

## Manga
Moving Forward (あるいとう, Aruitō) est une série de shōjo manga scénarisée et dessinée par Nagamu Nanaji, prépubliée dans le magazine Margaret entre le no 9 sorti le 20 avril 2011 et le no 21 sorti le 20 octobre 2015 pour un total de 63 chapitres. Elle connaît une interruption du no 11 de 2011 au no 6 de 2012 à la suite d'une maladie de l'auteure,. La série est publiée par Shūeisha en un total de onze volumes reliés sortis entre juillet 2012 et novembre 2015.
La version française est éditée par Akata en un total de onze tomes sortis entre mars 2017 et février 2019.

### Liste des volumes
| no | Japonais         | Japonais          | Français          | Français          |
| no | Date de sortie   | ISBN              | Date de sortie    | ISBN              |
| -- | ---------------- | ----------------- | ----------------- | ----------------- |
| 1  | 25 juillet 2012  | 978-4-08-846799-3 | 9 mars 2017       | 978-2-369-74180-0 |
| 2  | 22 novembre 2012 | 978-4-08-846853-2 | 9 mars 2017       | 978-2-369-74181-7 |
| 3  | 25 mars 2013     | 978-4-08-845009-4 | 11 mai 2017       | 978-2-369-74182-4 |
| 4  | 23 août 2013     | 978-4-08-845081-0 | 6 juillet 2017    | 978-2-369-74183-1 |
| 5  | 25 novembre 2013 | 978-4-08-845126-8 | 14 septembre 2017 | 978-2-369-74235-7 |
| 6  | 25 mars 2014     | 978-4-08-845178-7 | 9 novembre 2017   | 978-2-369-74244-9 |
| 7  | 25 juillet 2014  | 978-4-08-845237-1 | 8 février 2018    | 978-2-369-74285-2 |
| 8  | 25 novembre 2014 | 978-4-08-845298-2 | 3 mai 2018        | 978-2-369-74313-2 |
| 9  | 25 mars 2015     | 978-4-08-845359-0 | 23 août 2018      | 978-2-369-74314-9 |
| 10 | 24 juillet 2015  | 978-4-08-845411-5 | 22 novembre 2018  | 978-2-369-74330-9 |
| 11 | 25 novembre 2015 | 978-4-08-845477-1 | 14 février 2019   | 978-2-369-74383-5 |

## Accueil
Le tome 5 est le 31e manga le plus vendu au Japon entre le 25 novembre 2013 et le 1er décembre 2013, avec 24 828 exemplaires écoulés sur cette période.
En 2017, la série remporte le « Tournoi Shôjo » organisé par le site manga-news.com.